# تپه دربند گروس سفلی
تپه دربند گروس سفلی مربوط به دوران پیش از تاریخ ایران باستان تا است و در شهرستان صحنه، بخش مرکزی، روستای گروس سفلی واقع شده و این اثر در تاریخ ۳۰ تیر ۱۳۸۴ با شمارهٔ ثبت ۱۲۱۸۸ به‌عنوان یکی از آثار ملی ایران به ثبت رسیده است.